# Tofieldia
Genre
Classification APG IV (2016)
Les Tofieldies sont des plantes herbacées vivaces de la famille des Liliaceae (en classification classique) ou de la famille des Tofieldiaceae en classification phylogénétique ou de la famille des Melanthiaceae.

## Liste d'espèces
- Tofieldia calyculata (L.) Wahlenb., dite Tofieldie caliculée
  - subsp glacialis (sous-espèce naine des régions montagnardes, à ne pas confondre avec Tofieldia pusilla)
- Tofieldia cernua Sm.
- Tofieldia coccinea Richardson
- Tofieldia divergens Bureau & Franch.
- Tofieldia furusei (Hiyama) M.N.Tamura & Fuse
- Tofieldia glabra Nutt.
- Tofieldia himalaica Baker
- Tofieldia nuda Maxim.
- Tofieldia okuboi Makino
- Tofieldia pusilla (Michx.) Pers., dite Tofieldie boréale, Tofieldie fluette ou Tofieldie naine, espèce aux fleurs blanchâtres
  - subsp pusilla : très rare, protégée en France niveau national en Annexe 1[1].
- Tofieldia thibetica Franch.
- Tofieldia yoshiiana Makino